# Medaille 30. Jahrestag der Gründung der DDR
Die Medaille 30. Jahrestag der Gründung der DDR war eine staatliche Auszeichnung  der Deutschen Demokratischen Republik (DDR), welche in Form einer tragbaren Medaille verliehen wurde.

## Geschichte
Die Medaille wurde am 4. September 1978 in einer Stufe gestiftet und einmalig am Tag der 30. Staatsgründung der DDR am 7. Oktober 1979 verliehen. Mit dieser Medaille sollte die Anerkennung und Würdigung der aktiven Teilnahme an der Herausbildung, Gründung und Festigung der DDR in den Anfangsjahren 1945 bis 1952 jener Personen gewürdigt, die in diesem genannten Zeitraum am Aufbau des sozialistischen deutschen Staates mitgewirkt hatten. Die Verleihung der Medaille konnte dabei nicht nur an Bürger der DDR, sondern auch an andere Personen der Bruderschaftsstaaten verliehen werden. 

## Aussehen und Tragweise
Die vergoldete Medaille mit einem Durchmesser von 32 mm zeigt auf ihrem Avers mittig drei Personen; links einen Vertreter der Intelligenz der DDR der in seinen Händen ein Atommodell hält und mittig einen Arbeiter mit Plan und Spaten in der Hand sowie mit einem Helm und einer Schutzbrille. Ganz rechts ist die Abbildung einer Genossenschaftsbäuerin mit Halstuch und Milchkanne in den Händen erkennbar. Die Personen, welche etwa in Gürtelhöhe von einem Querbalken abgetrennt sind stehen dabei vor der Silhouette von Wohngebäuden (Mitte), einer Industrieanlage sowie linkerhand zweier Getreidesilos. Unter dem Querbalken, der ebenfalls erhaben geprägt worden ist, befindet sich die Inschrift: 1949.DDR.1979. Darüber befinden sich zwei kleine gekreuzte Lorbeerzweige zu je drei Blätter. Das Revers der Medaille zeigt dagegen mittig die Inschrift: FÜR VERDIENSTE BEI DER GRÜNDUNG UND FESTIGUNG DER DDR sowie einen darunter liegenden Lorbeerzweig.
Getragen wurde die Medaille an einer 30 mm stilisiert dargestellten schwarz-rot-goldenen mit durchsichtigem Kunststoff überzogenen Schleife mit mittig aufgelegten 10 mm großen Staatswappen der DDR. Die Interimsspange entsprach der gleichen Weise wie das Ordensband.